# 제작위원회
제작위원회(製作委員会)는 영화, 애니메이션의 제작에 따른 위험을 줄이기 위한 일본의 출자방식이다.

## 개요
영화, 애니메이션 등의 제작비는 점점 높아지고 있는 추세다. 흥행이 기대보다 좋지 않을 경우 많은 손실이 발생하는데 이를 제작사가 모두 부담할 경우 도산, 인수합병 등 치명적인 위험을 불러올 수 있다. 이를 방지하기 위해 복수의 출자사들이 공동으로 투자하고 손실 혹은 이익이 생기면 투자비율에 따라 배분하는 것이 제작위원회 방식이다.
또한 복수의 스폰서들을 간단하게 표기하기 위한 목적으로도 쓰인다. 애니메이션의 경우는 극중에 등장하는 단체의 이름을 (반은 장난으로, 반은 팬서비스로) 따서 사용하는 경우도 많다.
실제 회사를 설립하거나 법인으로 등록하는 것이 아닌 문서상으로만 존재하는 임의 단체이기 때문에 별도의 사무실이나 직원은 없다. 대개의 경우 해당 작품의 방영후 수익 정산이 끝나면 해산된다.

## 예시
일반적인 제작위원회는 「(작품명) 제작위원회」, 「(작품명) 프로젝트」, 「(작품명) 파트너즈」와 같은 이름을 붙인다. 여기서는 특이하고 재미있게 붙인 경우를 모아본다.
- ARIA - 아리아 컴퍼니(ARIAカンパニー)
- AIR - 익인전승회(翼人伝承会)
- 괭이갈매기 울 적에 - 우시로미야 일족(右代宮一族)
- 러키☆스타 - 러키☆파라다이스(らっきー☆ぱらだいす)
- 마리아님이 보고 계셔 - 산백합회(山百合会)
- 마법선생 네기마 - 칸토 마법협회(関東魔法協会)
- 마호로매틱 - 마호로바 가정부 알선소(まほろば家政婦斡旋所)
- 빙과 - 카미야마 고교 고전부 OB회 (神山高校古典部OB会)
- 사키-saki- - 키요스미 고교 마작부(清澄高校麻雀部)
- 새벽녘보다 유리색인 ~Crescent Love~ - 월문화 교류회(月文化交流会)
- 스즈미야 하루히의 우울 - SOS단(SOS団)
- 역시 내 청춘 러브코메디는 잘못됐다. - 역시 이 제작위원회는 잘못됐다(やはりこの制作委員会はまちがっている)
- 케이온! - 사쿠라고 경음부(桜高軽音部)
- 클라나드 - 히카리자카 고교 연극부(光坂高校演劇部)
- 풀메탈패닉 - 미스릴(ミスリル)
- 풀메탈 패닉? 후못후 - 진다이 고교 학생회(陣代高校生徒会)
- 하늘 가는 대로 - 소에이 고교 천문부(蒼栄高校天文部)
- 하야테처럼! - 산젠인 가문 집사부(三千院家執事部)
- 학교 유토피아 마나비 스트레이트! - 세이오 학교 학부모단체(聖桜学園PTA)
- 현시연 - 현시연연구회(現視研研究会)
- 현시연2 - 코미페스 준비회(コミフェス準備会)
- 히다마리 스케치 - 히다마리장 관리조합(ひだまり荘管理組合)
- 듀라라라!! - 이케부쿠로 달러즈(池袋ダラーズ)
- 프랙탈 - 만델브로 엔진(マンデルブロ・エンジン)
- 꽃이피는 첫걸음 - 하나이로 여관조합
- Steins;Gate - 미래 가제트 연구소(未来ガジェット研究所)
- 일상 - 시노노메 연구소(東雲研究所)
- 흑집사 - 여왕의 번견(女王の番犬)
- 나는 친구가 적다 - 제작위원회는 친구가 적다(製作委員会は友達が少ない)
- 침략! 오징어 소녀 - 바다의 집 레몬(海の家れもん) 2기 - 바다의 집 레몬 2호점(海の家れもん2号店)
- 미래일기 - 12인의 일기소유자들(12人の日記所有者たち)
- 도시락 전쟁 - HP동호회(HP同好会)
- 마켄키! - 텐비학원 마도검경기구(天日学園魔導検警機構)
- 킬미베이비 - 킬미베이비 제작위원회
- 원펀맨 - 히어로 협회 본부
- 야한 이야기라는 개념이 존재하지 않는 지루한 세계 - SOX